# Flint (Jaycen)
Flint (Jaycen) es un personaje ficticio que aparece en los cómics publicados en Marvel Comics. 
Flint aparece en la serie Agents of S.H.I.E.L.D., interpretado por Coy Stewart.

## Historial de publicaciones
El personaje, creado por Charles Soule y Joe Madureira, apareció por primera vez en Inhuman # 3 (octubre de 2014).

## Biografía
Flint era un joven afroamericano llamado Jason, que fue adoptado por un hombre blanco llamado Martin y su esposa. Aunque Jason amaba a sus padres, se sentía fuera de lugar, sobre todo porque en la comunidad en la que creció era la única persona negra. Un día, las brumas de Terrigen llegaron y Martin, quien en realidad era un Inhumano, y le dijeron a Jason que aceptara su destino. Jason salió de su capullo y fue reclutado de inmediato por Lash. Lash le cambia el nombre a Korvostax y lo obliga a él y al resto de su equipo a luchar contra la familia real de los Inhumanos, sintiendo que no eran dignos de ser tales. Más adelante, Lash fue derrotado por Medusa y Jason optó por unirse a los Inhumanos en New Attilan. Durante la pelea, descubrió que tenía geokinesis, la capacidad de controlar la tierra y las rocas, y que también podía encerrarse en un cuerpo parecido a una roca.
Mientras estuvo en New Attilan, se enteró de que su familia biológica aún se encontraba en África. Poco después de tomar el nombre de Flint, Jason finalmente visita Utolan, su lugar de nacimiento, y encuentra a su madre biológica y a sus hermanas, Irellis e Ikelli, respectivamente. Por respeto, Jason cambia la ortografía de su nombre a Jaycen. También comienza una relación con su compañera Inhumana, Iso.
Flint acompaña al equipo de Crystal en la investigación de los extraños rascacielos en China. Cuando el rascacielos hace que Hombre Colectivo pierda sus poderes y se divida en los cinco hermanos, Flint casi mata a uno de ellos.

## Poderes y habilidades
Después de sufrir la terrigenesis, Flint adquirió poderosos poderes geocinéticos que puede usar de varias maneras.
- Geokinesis: Flint tiene la capacidad de controlar rocas e incluso levitarlas. Su habilidad funciona principalmente en roca y piedra, es más difícil trabajar con tierra. Se le ha demostrado mientras está en el espacio que puede "tirar" ligeramente en un planeta enano para que su atracción gravitacional pueda capturar a sus enemigos.
- Forma de roca: también tiene la capacidad de usar su geokinesis para llamar rocas de la tierra y formar conchas de rocas a su alrededor.
- Fuerza sobrehumana: en esta forma, Flint posee fuerza sobrehumana.
- Durabilidad: en esta forma, Flint también dura para la mayoría de los daños.

## En otros medios

### Televisión

#### Animación
- Flint aparece en el episodio de Avengers: Ultron Revolution titulado "Civil War, Parte 1: La caída de Attilan", con voz de James C. Mathis III. Es uno de los nuevos Inhumanos que se muda a Attilan para estudiar y perfeccionar sus poderes. En el episodio "Civil War, Parte 2: Los poderosos Vengadores", Flint, Iso y Haechi huyen de Truman Marsh (en secreto Ultron) y su equipo, los Poderosos Vengadores, que intentan capturar Inhumanos para que se nieguen a firmar el registro obligatorio. En el episodio "Civil War, Parte 3: Los tambores de guerra", se encuentra entre los Inhumanos que están controlados por la mente de Ultron para atacar a los humanos.

#### Acción en vivo
- Flint aparece en la quinta temporada de la serie Agents of S.H.I.E.L.D., interpretado por Coy Stewart.[8] Primero aparece en el episodio "A Life Spent", donde Tess le dice que despeje el camino hacia el arrastrero a pesar de que le digan que podría dormir allí.[9] Flint regresa en "Fun & Games" donde se explica que sus padres están muertos. Él está sujeto a Terrigenesis por el vicario Kree, pero es rescatado del Kree por Yo-Yo Rodríguez. Él descubre que tiene poderes geocinéticos que utiliza para matar a Grill, quien tenía como rehén a Yo-Yo, Mack y Phil Coulson, en defensa propia.[10] Cuando Tess es asesinada por los Kree como parte de sus planes para sacarlo, Flint usa sus poderes para matar al vicario Kree. Sinara derribó a Flint hasta que el resto del grupo de Phil Coulson lo rescata. Mack lo convence de usar sus poderes para ayudar a las personas y decide permanecer en el Faro mientras sus aliados salen a la superficie a pesar de que Mack y Yo-Yo deciden quedarse para ayudarlo.[11] Flint, Yo-Yo, Mack y una Tess resucitada logran rescatar con éxito a todos los humanos que viven en el faro de la ira de Kasius.[12] Utilizando sus poderes geocinéticos, Flint crea un nuevo portal para el equipo de S.H.I.E.L.D. A pesar de la oferta de ir al pasado con Mack y Yo-Yo, elige quedarse para cuidar a los Inhumanos y Terranos escapados y ayudar a reconstruir la Tierra usando un modelo de la Tierra como los planos.[13] En el episodio de la temporada 6 "From the Ashes", Izel usa las tres energías de Di'Allis para crear un clon de Flint a partir de los miedos y recuerdos de Mack y Yo-Yo.[14] En "The Sign", Izel posee a Flint y usa sus habilidades para recrear el Di'Allis. Entonces ella posee a Yo-Yo y rompe la pierna de Flint. Después de una breve reunión con Deke, la agente Piper ayuda a Flint a escapar para que le cure la pierna.[15] En el final de la serie, "Por qué estamos luchando", Flint hace una pequeña aparición para proteger a Leo Fitz, Jemma Simmons y Enoch mientras ayudan a sus amigos a derrotar a los Chronicom. Un año después, se convirtió en alumno de la Academia Coulson con Melinda May como su maestra.[16]